# Zdeněk Urbánek
Zdeněk Urbánek (12. října 1917 Praha – 12. června 2008 Praha) byl český spisovatel, překladatel, vysokoškolský pedagog a disident-signatář Charty 77.

## Život
Po maturitě (1936) studoval na filosofické fakultě UK. Po uzavření vysokých škol se stal redaktorem nakladatelství Evropský literární klub. V roce 1945 se stal redaktorem ve Svobodném slově, a poté pracoval na ministerstvu informací. Od roku 1949 pracoval v Československém státním filmu jako lektor a brzy jako dramaturgický tajemník umělecké rady. Od roku 1957 se zabýval především překlady a přispíval do různých časopisů o divadle, po roce 1968 se stal zakázaným spisovatelem. Z toho důvodu jeho překlady v této době vycházely pod jmény jeho přátel. Po roce 1972 přispíval do samizdatových a exilových literárně zaměřených periodik. Po roce 1989 psal do několika novin (např. Lidové noviny) a byl krátce rektorem AMU.
Zdeněk Urbánek již od konce 30. let sbíral umění a od počátku války se pohyboval v okruhu Jiřího Koláře, skupiny Sedm v říjnu a Skupiny 42. Základ jeho sbírky tvořila díla Jiřího Fuky a Libora Fáry (více než 100 položek), dále díla Jiřího Koláře, Václava Hejny a Kamila Lhotáka. Počátkem normalizace odprodal díla politických oportunistů Arnošta Paderlíka a Františka Jiroudka.
Byl dlouholetým přítelem bývalého českého prezidenta Václava Havla. Ten mu v jedné své politické úvaze vysekl poklonu: „Po desetiletí jsem své texty dával před jejich zveřejněním k posouzení svému celoživotnímu příteli spisovateli Zdeňku Urbánkovi. Zdeněk před časem umřel. Bude-li vám to, co jsem tu napsal, připadat naivní, ne-li přímo hloupé, pak vězte, že za to může ten, kdo Zdeňka povolal do ráje a mne nechal ve světě bez Zdeňka.“
Stát Izrael mu v listopadu 1992 udělil titul Spravedlivý mezi národy.

## Dílo
- Jitřenka smutku, 1939
- Úžeh tmou, 1940
- Příběh bledého Dominika, 1941
- Hrdina obou pólů: život Roalda Amundsena, 1943
- Cestou za Quijotem, 1949
- Ztracená země, 1992
- Domy plné událostí: eseje o divadle a dramatu, 1993
- Zvláštní případy, 1993
- Stvořitelé světa, 1995
- Stvořitelé světa pokračují, 1996
- Stvořitelé světa díl třetí, 1997
- Stránky z deníků, 2003

### Překlady (výběr)
- Howard Fast : Spartacus, 1951
- Charles Dickens: Příběh dvou měst, 1954
- James Joyce: Dubliňané, 1959
- James Joyce: „A dále tedy…“ (úryvky z Finnegans Wake), in: Světová literatura 1, 1966, s. 200–202
- James Joyce: „Giacomo Joyce“ (úryvky), in: Světová literatura 2, 1970, s. 127–133
- 1964 William Shakespeare: Richard III. rozhlasová adaptace, překlad: Zdeněk Urbánek, rozhlasová úprava a režie: Josef Červinka, dramaturgie: Jaromír Ptáček, hudba: Marek Kopelent. Hrají: král Richard III. (Jiří Adamíra), král Edvard IV. (Miloš Nedbal), vévoda z Clarence (Otakar Brousek), královna Alžběta (Vlasta Chramostová), lady Anna (Jaroslava Adamová), vévodkyně z Yorku (Leopolda Dostalová), vévoda z Richmondu (Luděk Munzar), vévoda z Buckinghamu (Čestmír Řanda), lord Stanley (Josef Větrovec), lord Hastings (Jaromír Spal), hrabě Rivers (Oldřich Janovský), Catesby (Bohumil Křížek), Radcliff (Bohumil Švarc), Brakenburry (Jiří Suk), londýnský starosta (Ladislav Kulhánek), měšťan a písař (Josef Patočka), vypravěč (Josef Červinka) a další.[5]
- 1986 Theodore Dreiser: Americká tragédie,  dvoudílná četba na pokračování, Československý rozhlas Praha:překlad: Jiří Valja a Zdeněk Urbánek, režie: Jiří Horčička, hlavní osoby a obsazení: Clydův průvodce (Viktor Preiss), Clyde Griffiths (Svatopluk Skopal), Roberta Aldenová (Helena Friedrichová), Sondra Finchleyová (Jarmila Švehlová), Samuel Griffiths (Rudolf Hrušínský), Gilbert Griffiths (Pavel Soukup), Mason, prokurátor (Eduard Cupák), Belknap, obhájce (Miroslav Moravec), Jephson, obhájce (Vladimír Brabec), matka (Blanka Bohdanová).

Překládal především klasická díla britských (např. James Joyce, William Shakespeare) a amerických autorů (např. Francis Scott Fitzgerald).